# Arnold Richardson
Arnold Richardson (Estevan, 2 ottobre 1928) è un giocatore di curling canadese.

## Biografia
Vinse quattro edizioni dei campionati mondiali di curling:
- 1959, con Ernie Richardson, Garnet Richardson e Wes Richerdsonad.[1]
- 1960, con Ernie Richardson, Garnet Richardson e Wes Richerdsonad;
- 1962, con Ernie Richardson, Garnet Richerdson e Wes Richerdsonad;
- 1963, con Ernie Richardson , Garnet Richerdson e Mel Perry.